# بين أوليفر
بين أوليفر (24 أكتوبر 1979 في أستراليا - ) (بالإنجليزية: Ben Oliver)‏ هو لاعب كريكت أسترالي. لعب مع فريق تسمانيا للكريكت وفريق فكتوريا للكريكت.

## وصلات خارجية
- بين أوليفر على موقع إي آس بي آن كريك إنفو (الإنجليزية)